# Donacoscaptes leucopleuralis
Donacoscaptes leucopleuralis là một loài bướm đêm trong họ Crambidae.